# Línea C1 (Transportes de Murcia)
La línea C1 de Transportes de Murcia es una línea circular que une la Plaza Circular, la avenida de Primero de Mayo y la estación de bus en sentido horario. El sentido contrario lo proporciona la línea C2.

## Horario

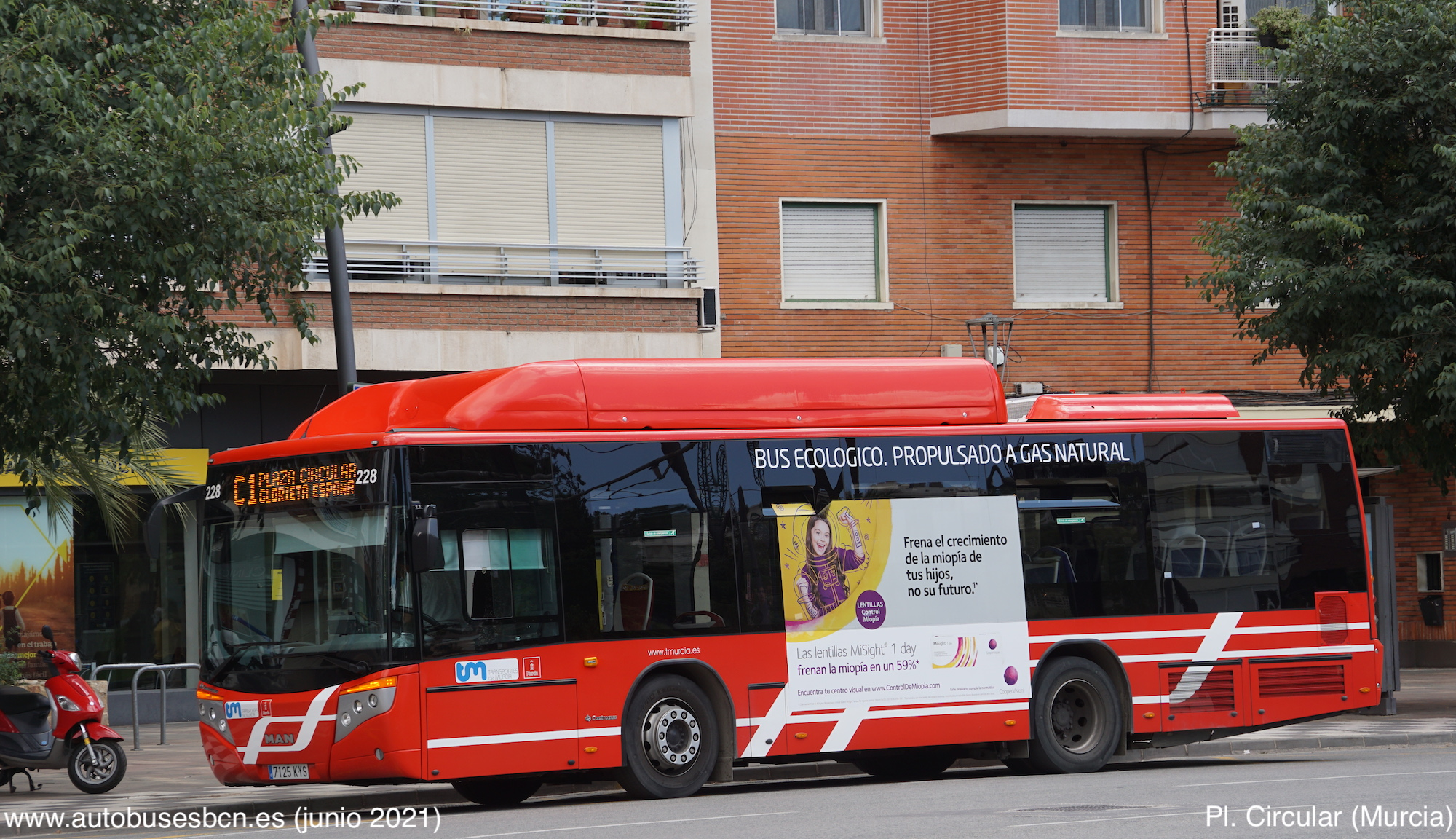
C1 en la Plaza Circular (Murcia), junio de 2021

|                    | Laborables invierno | Laborables verano | Sábados | Domingos y festivos |
| ------------------ | ------------------- | ----------------- | ------- | ------------------- |
| Primera expedición | 7:20                | 7:20              | 7:00    | 8:00                |
| Frecuencia         | 13 min              | 17 min            | 25 min  | 45 min              |
| Última expedición  | 22:00               | 22:00             | 22:00   | 21:30               |

## Recorrido y paradas
| N.º  | Parada                                    | Conexión          | Notas |
| ---- | ----------------------------------------- | ----------------- | ----- |
| 9000 | Plaza Circular, 2                         | C3 C5 R14 R17 R80 |       |
| 9001 | Ronda de Levante, 6                       | C3 R17            |       |
| 9002 | Juan XXIII                                | C3 R17            |       |
| 9003 | Bloques de Ayuso                          | C3                |       |
| 9004 | Gasolinera Atalayas (frente)              | C3                |       |
| 9005 | Avda. Primero de Mayo, 6                  | C3 R20            |       |
| 9006 | Avda. Primero de Mayo Bloque 12           | C3                |       |
| 9007 | Avda. Primero de Mayo Bloque 15           | C3                |       |
| 9008 | Auditorio Víctor Villegas (frente)        | C3                |       |
| 9009 | Carrefour Infante (frente)                | C3                |       |
| 9167 | Alberto Sevilla Centro Educación (frente) |                   |       |
| 9010 | Vicente Aleixandre, 4                     |                   |       |
| 9171 | Hospital San Carlos - Monte Carmelo       |                   |       |
| 9143 | Pabellón Infante                          | R80               |       |
| 9160 | Pintor Almela Costa (impar)               | C3 R80            |       |
| 9252 | Pintor Pedro Flores, 15                   | C3                |       |
| 9253 | Pintor Pedro Flores, 3                    | C3                |       |
| 9183 | Muebles La Fábrica                        | C3 C5             |       |
| 9017 | Alameda de Colón (Jardín)                 | C3 C5             |       |
| 9254 | Hernández del Águila                      | C3 C5             |       |
| 9019 | Glorieta de España                        | C3 C5 R12 R17     |       |
| 9020 | Malecón (Parking)                         | C3 R12            |       |
| 9021 | Juan de la Cierva, 5                      | C3 R12            |       |
| 9022 | Plaza San Agustín                         | C3 R12 R14        |       |
| 9023 | Jardín de la Seda (frente)                | C3 R12            |       |
| 9024 | San Antón, 24                             | C3 R12            |       |
| 9025 | Ronda Norte, 21                           | C3 R14            |       |
| 9026 | Ronda Norte, 3                            | C3 R14 R20        |       |
| 9027 | Primo de Rivera, 19                       | C3 R14 R20        |       |
| 9028 | Cárcel Vieja (frente)                     | C3 R14 R20        |       |
| 9029 | Cajamurcia                                | C3 C5 R14 R20 R80 |       |
| 9152 | Plaza Circular, 2 (V)                     | C3 C5 R14 R17 R80 |       |

- Datos: Q56641385